# Selen Soyder
Mükerrem Selen Soyder (Alsancak, İzmir), 26 de desembre de 1986) és una actriu i model turca, i Miss Turquia 2007. El 2006 va rebre el segon lloc en el concurs "Miss Model of Turkey". Des del 2015 Soyder està casada amb el jueu turc Oren Fransez.